# Falkenberg
 Denne artikel omhandler en by i Halland (Sverige). Opslagsordet har også en anden betydning, se Falkenberg ved Elster.
Falkenberg, på dansk Falkenbjerg  er en by i Halland på den gamle danske østensundske/svenske vestkyst og hovedby i Falkenberg Kommune, Hallands län, Sverige med 18.972 indbyggere. 

## Historie
Byens navn stammer fra en borg, der blev opført ved Ätrans sydlige bred i slutningen af 1200-tallet, da Halland var dansk. Borgen er nævnt i 1298, da Erik Menved var konge. I 1356 brændtes Falkenberg ned af Erik Magnusson af Sverige, men blev genopført, og kom i Abraham Brodersens ejerskab. Borgen blev igen ødelagt under Engelbrekts oprør 1434; det var da Åge Axelsen Thott, der var borgherre. Mens et første angreb blev afværget, måtte Thott flygte, og satte borgen i brand. Efter borgens ødelæggelse fik byen ved Ätran navnet Falkenberg.
Det første kendte privilegium for byen er fra 1558. Byen voksede derefter op på den nordlige side af Ätran, men kom i det 20. århundrede også at sprede sig til den sydlige side af floden.

## Bydele
| - Arvidstorp - Ekhaga - Fajans - Falkagård - Gamla stan - Hansagård - Herting - Hertings gård | - Hjortsberg - Kristineslätt - Näset - Ringsegård - Skogstorp - Slätten - Stafsinge - Skrea | - Strandhaga - Tröingeberg - Tröinge Ängar - Tånga Parkstad - Valencia - Västra gärdet - Östra gärdet |

## Infrastruktur og transport
Falkenberg ligger langs motorvejen E6 / E20. Falkenberg Station, 2 km fra byens centrum, erstattede den tidligere station i 2008. Stationen ligger langs västkustbanan og betjenes af Øresundstogene. Bybusserne i Falkenberg drives af Hallandstrafiken.

## Erhverv
Mejerikoncernen Arla driver et mindre mejeri i byen, hvor Carlsberg også har sit svenske bryggeri.

## Kultur

### Museer
- Rian designmuseum (tidligere Falkenbergs museum) Falkenbergs museum
- Falkenbergs hembygdsmuseum
- Fotomuseet Olympia
- Törngrens krukmakeri

### Kirker
Fra middelalderen har Sankt Laurentii Kirke været Falkenbergs kirke. Den blev erstattet i 1892 som en sognekirke af den nygotiske Falkenberg kirke.

## Sport
Byen har flere fremtrædende sportshold. Falkenbergs FF har spillet fodbold i Superettan eller Allsvenskan siden 2003. Klubbens hjemmebane er Falcon Alkoholfri Arena. Falkenbergs VBK har spillet i Elitserien i volleybold siden 2002 og har vundet seks guld. Falkenbergs BTK har vundet ti guld i bordtennis. Både Falkenbergs VBK og Falkenbergs BTK spiller i Falkhallen. Klitterbadet badeanlæg er også placeret i byen